# Pobřeží slonoviny na Letních olympijských hrách 1984
Pobřeží slonoviny se účastnilo Letní olympiády 1984 v americkém Los Angeles ve 3 sportech. Zastupovalo ho 15 sportovců (14 mužů a 1 žena).

## Medailisté
| Medaile | Jméno          | Sport    | Soutěž            |
| ------- | -------------- | -------- | ----------------- |
| Stříbro | Gabriel Tiacoh | Atletika | Muži běh na 400 m |